# Bernard Poulailler
Pour les articles homonymes, voir Bernard Frank et Frank.
Bernard Joseph Poulailler est un officier de marine et écrivain français né le 13 octobre 1887 à Rouen, mort le 10 novembre 1967 à Pau. Il écrivait sous le pseudonyme de Bernard Frank,.

## Biographie
Bernard Poulailler, alias Bernard Frank, est un officier de marine et un écrivain maritime français de la première moitié du XXe siècle, avec Pierre Loti, Victor Segalen, Claude Farrère, Paul Chack, Édouard Peisson et d'autres.
Ses livres sont basés sur une expérience professionnelle maritime directe et diversifiée, tant dans la marine marchande que dans la marine militaire, et tant sur certains des derniers grands voiliers au long cours (trois-mâts barque) que sur des navires à machine à vapeur ou moteur à explosion, de surface ou sous-marins.
Ne à Rouen d’une famille normande, il fait des études secondaires au collège de Saint-Brieuc, Bretagne nord, avant de partir naviguer sur des navires marchands à voiles, expérience dont il tirera un de ses livres les plus connus, La Vergue, racontant le voyage aller-retour d’un grand voilier marchand d’Europe en Australie et retour, via le Cap Horn, le Chili, Tahiti, l'ile Pitcairn, l’Australie et San Francisco.
Il suivit ensuite les cours de navigation de l’École d’Hydrographie de Dieppe et obtint son diplôme de lieutenant de la Marine marchande à l’âge de 21 ans. Il navigua alors en mer de Chine sur divers navires, expérience dont il se servira en partie pour écrire son livre Longitude 103 qui se déroule en Asie pendant la seconde guerre mondiale.
Il obtint son brevet de Capitaine au long cours à l’âge de 24 ans.
Il participa au début de la première guerre mondiale comme officier en second de l’aviso-auxiliaire Nord-Caper à l’arraisonnement en novembre 1915 d’un navire turc avec à son bord le général Ahmed Pacha, épisode dont il tira un livre. À l'issue de la guerre il obtint le grade militaire de lieutenant de vaisseau et fut fait Chevalier de la Légion d’Honneur.
Il s'inspira aussi en partie de ses expériences de navigation en Méditerranée orientale pour écrire son dernier livre (1961), Dans le Sillage de Saint-Paul – de Césarée à César.
À partir de 1920 il se consacra entièrement à l’écriture de livres aux thèmes essentiellement maritimes. 
Son premier livre, Dix-neuf histoires de sous-marins (Payot, 1918 ) est préfacé par Claude Farrère et reçoit une forte audience.
En 1936 il publie La Vergue, l'histoire du voyage d'un mousse sur un grand voilier trois-mâts reliant l'Europe à la côte ouest des Amériques, Tahiti puis l'Australie, et retour. Ce livre eu un grand succès et fut primé. Un chapitre de ce livre, 'Histoire de Samo', est inclus dans le florilège de plusieurs écrivains de marine, Les plus belles histoires de mer, recueillies par Marcel Berger (éditions SEGEP, Paris, 1951).
Son dernier livre, en 1961, titré Dans le Sillage de Saint-Paul – de Césarée à César, est basé sur le chapitre 27 des Actes des Apôtres de Saint Luc (évangéliste) qui raconte le voyage maritime de Saint-Paul de Tarse de Césarée, Palestine, à Rome via Malte, sous la garde d’un centurion romain, en l’an 60 et 61. Ce chapitre est surnommé parfois le « chapitre nautique » de La Bible, et la légende dit que l’amiral Horatio Nelson tint à relire ce chapitre le matin de la bataille de Trafalgar.

## Œuvres
- Dix-neuf histoires de sous-marins, préface de Claude Farrère, Payot, 1918
- Carnet d'un enseigne de vaisseau - Souvenirs de la vie de patrouille - Août à novembre 1915, Flammarion, 1924
- En plongée, contes sous-marins, avec 30 bois originaux de Gérard Cochet, Flammarion, 1925 (plusieurs rééditions)
- A l'abordage! Carnet d'un enseigne de vaisseau, août à novembre 1915, Flammarion, nouvelle édition 1941
- La Vergue, récit des longs courriers français, Flammarion, 1936 (plusieurs rééditions), Prix Jules-Davaine, prix des Vikings, 1938
- La Voile, Bonthoux, 1938
- Jules Verne et ses voyages, Flammarion, 1941 et 1961
- Longitude 103, Flammarion, 1951
- Les plus belles histoires de mer - recueillies par Marcel Berger (un chapitre: 'Histoire de Samo'), SEGEP, 1951
- L'Épopée du Pacifique, l'air, la mer, la jungle, Flammarion, 1953
- Corsaires du XXe siècle, le "Nord-Caper" et sa fortune, Flammarion, 1956
- Dans le sillage de Saint Paul, de Césarée à César : Carnet de route du centurion Julius Curtius, de la cohorte Augusta, 60-61 après J.-C, avec 95 illustrations, Éditions de Paris, collection 'L'histoire au présent', 1961

## Source
- Paul Chack, On se bat sur mer, Les Éditions de France, 1926, p. 14[réf. à confirmer]